# 타이탄 늪 탐사선
타이탄 늪 탐사선(Titan Mare Explorer, TiME)은 토성의 위성 타이탄을 탐사하기 위해 디스커버리 계획에 제안된 착륙탐사형 우주선이다. 목표는 저비용으로 타이탄의 바다에서 타이탄의 유기화합물 분석, 생명체 존재 여부 확인, 타이탄의 메탄 순환 과정, 타이탄의 바다의 성질 분석, 해안선 등을 탐사할 예정이었다. 2011년, NASA는 4억 2천 5백만 달러를 예산을 배정했다. 원래 프로멕시 계획의 일환이었다(프로멕시 계획도 디스커버리 계획의 일부이다.). 그러나 디스커버리 12는 인사이트가 뽑히고, 이 탐사선은 뽑히지 않았다. 미국 상원 (미국 의회의 의원)까지 이 탐사선을 디스커버리 12로 정하자 하였지만, 이 탐사선은 취소되었다. 특이 사항은 발사가 2025년에 이루어질 수도 있다는 것이었다. 이유는 이때가 아니면 메탄 바다가 모두 암흑으로 둘러싸여 있고, 통신도 잘 안되는 지역에 타이탄이 위치해 있기 때문이다.

## 역사와 제작배경
2006년 7월 22일 타이탄의 북반구와 남반구에서 탄화수소를 발견했다. 또 적도부근의 폭풍과 메탄 생성 과정을 알아냈으며, 타이탄 내부의 극저온 현상도 알아낼 수 있었다.
또한 메탄 호수 주변에 비가 많이 온다는 것도 알았는데, 타이탄은 몇 백 년에 한 번 비가 오는 것도 알아냈다.
이런 새로운 점들로 타이탄도 탐사를 해야 한다는 소리가 나왔고, 록히드마틴, 고더드 우주 비행 센터, 존스 홉킨스 대학교, 말린 우주 센터가 타이탄 늪 탐사선에 지원, 개발, 투자를 하고 관리는 NASA와 존스 홉킨스 대학교가 관리하는 탐사선을 만들자는 제안을 디스커버리 계획에 했다.
타이탄 늪 탐사선은 디스커버리 계획에 제출되어 탐사선 디자인과 임무 계획을 위해 NASA에 예산 3백만 달러를 받았다. 최종후보로까지 뽑혔으며, 다른 디스커버리 12의 최종후보는 인사이트와 혜성 호퍼였다. 최종후보까지 올라가며 과학자들은 안 봐도 뻔히 이 탐사선이 최종적으로 뽑힐 것이라고 예상했으나 2012년 8월 NASA가 인사이트를 선택하면서 계획은 무산되었다.

## 장비(페이로드)
질량 분석기:타이탄의 바다의 구성, 특성 등을 조사할 예정이었다. 존스 홉킨스 대학교에서 제작 예정이었다.
기상 분석기&물리 분석기:타이탄의 바다의 깊이를 분석할 예정이었다(목적이 비슷해서 하나로 묶었다). 또 타이탄 바다의 물리적 특성과 타이탄의 날씨도 조사할 예정이었다. 존스 홉킨스 대학교에서 제작 예정이었다.
대기카메라:타이탄의 바다 위의 대기를 찍을 예정이었다. 존스 홉킨스 대학교에서 제작할 예정이었다.
표면카메라:타이탄의 바다의 표면과 주변 환경의 표면을 자세히 찍을 예정이었다. NASA가 제작할 예정이었다.
카메라:타이탄의 바다와 주변 풍경을 찍을 예정이었다. 말린 우주 센터가 제작할 예정이었다.

## 발사
발사는 2016년에 하고 2023년 도착 예정이었으나, 인사이트가 선정되면서 취소되었다.

## 착륙장소
착륙은 북위 78°  서경 250°  / 북위 78°  서경 250° (리게이라 바다)에 할 예정이었다. 특징으로는 메탄 바다이며, 이 지역을 선택한 이유는 메탄 바다의 생명체 존재 여부를 찾는 게 가장 큰 임무이기 때문이다.

## 지원, 개발, 투자
지원, 개발, 투자한 연구팀, 단체는 다음과 같다.
- NASA
- 록히드 마틴
- 고더드 우주 비행 센터
- 존스 홉킨스 대학교
- 말린 우주 센터

## 같이 보기
- 엔셀라두스 및 타이탄 탐사선
- JET (우주선)
- 오케아노스 (타이탄 탐사선)
- TALISE
- 드래건플라이 (우주선)